# Вест-Лайн
Вест-Лайн (англ. West Line) — селище (англ. village) в США, в окрузі Кесс штату Міссурі. Населення — 117 осіб (2020).

## Географія
Вест-Лайн розташований за координатами 38°38′9″ пн. ш. 94°35′13″ зх. д. / 38.63583° пн. ш. 94.58694° зх. д. (38.635748, -94.586958).  За даними Бюро перепису населення США в 2010 році селище мало площу 1,18 км², уся площа — суходіл.

## Демографія

### Перепис 2010
Згідно з переписом 2010 року, у селищі мешкало 97 осіб у 37 домогосподарствах у складі 28 родин. Густота населення становила 83 особи/км².  Було 39 помешкань (33/км²).
Расовий склад населення:
| - 99,0 % — білих |

До двох чи більше рас належало 1,0 %. Частка іспаномовних становила 2,1 % від усіх жителів.
За віковим діапазоном населення розподілялося таким чином: 26,8 % — особи молодші 18 років, 63,9 % — особи у віці 18—64 років, 9,3 % — особи у віці 65 років та старші. Медіана віку мешканця становила 43,3 року. На 100 осіб жіночої статі у селищі припадало 106,4 чоловіків;  на 100 жінок у віці від 18 років та старших — 102,9 чоловіків також старших 18 років.
Середній дохід на одне домашнє господарство  становив 81 781 долар США (медіана — 79 375), а середній дохід на одну сім'ю — 100 232 долари (медіана — 88 750). За межею бідності перебувало 9,0 % осіб, у тому числі 21,1 % дітей у віці до 18 років та 0,0 % осіб у віці 65 років та старших.
Цивільне працевлаштоване населення становило 50 осіб. Основні галузі зайнятості: освіта, охорона здоров'я та соціальна допомога — 22,0 %, фінанси, страхування та нерухомість — 16,0 %, будівництво — 16,0 %.

### Перепис 2000
За даними перепису 2000 року
на території муніципалітету мешкало 95 людей, було 35 садиб та 28 сімей.
Густота населення становила 305,7 осіб/км². З 35 садиб у 20% проживали діти до 18 років, подружніх пар, що мешкали разом, було 60%,
садиб, у яких господиня не мала чоловіка — 8,6%, садиб без сім'ї — 20%.
Власники 8,6% садиб мали вік, що перевищував 65 років, а в 20% садиб принаймні одна людина була старшою за 65 років. Кількість людей у середньому на садибу становила 2,71, а в середньому на родину 3.
Середній річний дохід на садибу становив 46 250 доларів США, а на родину — 50 833 доларів США. Чоловіки мали дохід 33 750 доларів, жінки — 20 625 доларів.
Медіанний вік населення становив 34 років. На кожних 100 жінок віком понад 18 років припадало 117,6 чоловіків.